# Bythinella opaca
Bythinella opaca е вид коремоного от семейство Hydrobiidae. Видът не е застрашен от изчезване.

## Разпространение
Разпространен е в Австрия, Босна и Херцеговина, Италия, Словения, Сърбия, Хърватия и Черна гора.

## Описание
Популацията на вида е стабилна.